# Список земноводных Грузии

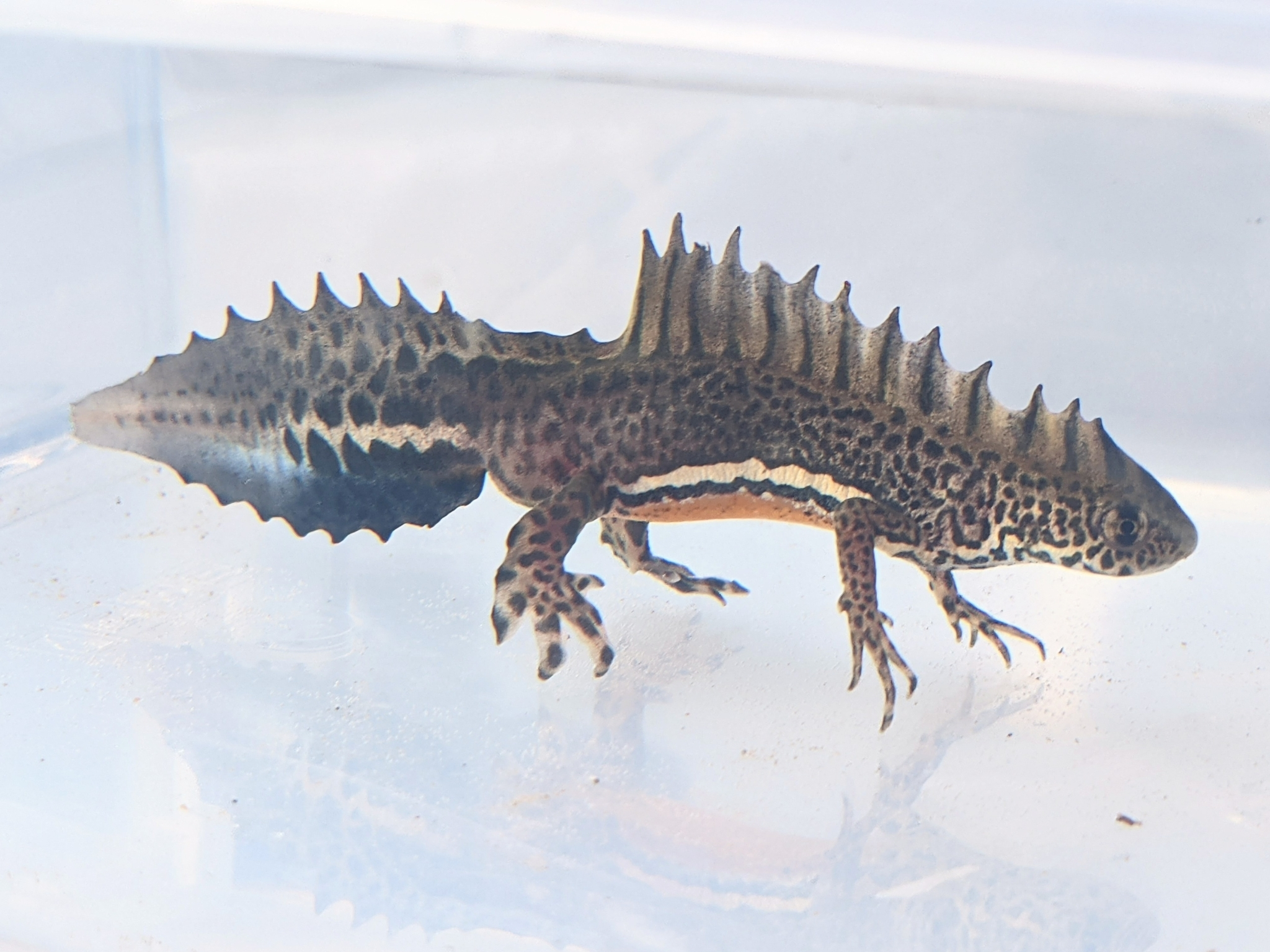
Малоазиатский тритон

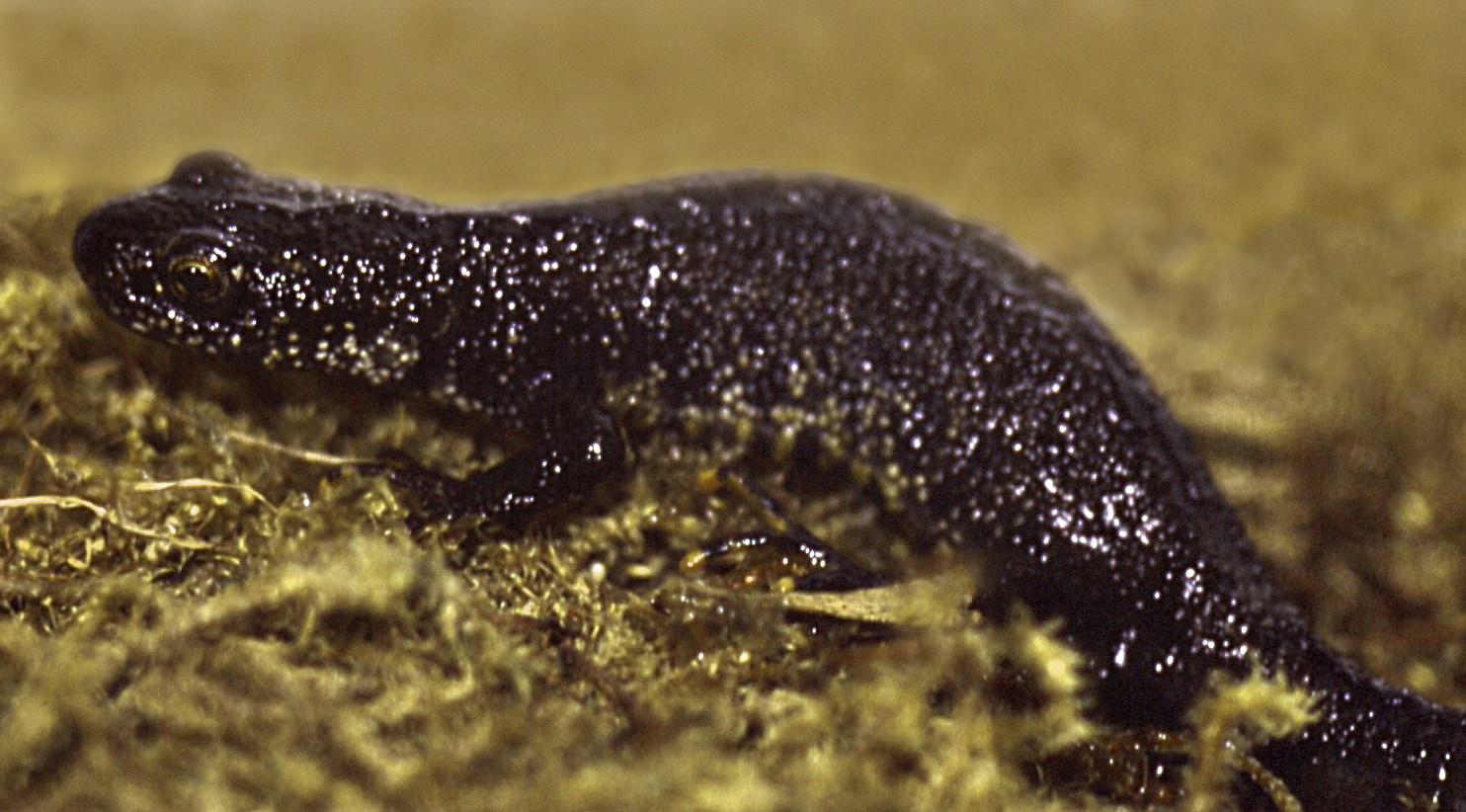
Гребенчатый тритон

Список земноводных Грузии включает виды класса Земноводные, распространённые на территории Грузии. В Красную книгу Грузии включены кавказская саламандра, малоазиатский тритон, кавказская крестовка.

## Список видов
В настоящее время на территории Грузии отмечено около 13 видов .

### ОтрядХвостатые земноводные
- Семейство Настоящие саламандры
  - Тритоны
    - Обыкновенный тритон (Triturus vulgaris)
    - Малоазиатский тритон (Triturus vittatus)
    - Гребенчатый тритон (Triturus cristatus)[2]
    - Тритон Карелина (Triturus karelinii)

  - Длиннохвостые саламандры
    - Кавказская саламандра (Mertensiella caucasica)

### ОтрядБесхвостые земноводные
- Семейство Чесночницы
  - Род Чесночницы
    - Сирийская чесночница (Pelobates syriacus)

- Семейство Крестовки
  - Род Крестовки
    - Кавказская крестовка (Pelodytes caucasicus)

- Семейство Жабы
  - Род Жабы
    - Обыкновенная жаба (Bufo bufo)[3]
    - Кавказская жаба (Bufo verrucosissimus)
    - Зелёная жаба (Bufo viridis)

- Семейство Квакши
  - Род Квакша
    - Обыкновенная квакша (Hyla arborea)
    - Малоазиатская квакша (Hyla savignyi)[4]

- Семейство Лягушки
  - Род Лягушки
    - Малоазиатская лягушка (Rana macrocnemis)
    - Озёрная лягушка (Rana ridibunda)